# Aeropuerto de Andøya-Andenes
El aeropuerto de Andøya-Andenes (en noruego: Andøya lufthavn, Andenes) (IATA: ANX, OACI: ENAN) está situado en Andenes, en el municipio de Andøy, provincia de Nordland, Noruega. Comparte instalaciones con la base aérea de Andøya y lo opera la empresa Avinor.

## Aerolíneas y destinos
| Aerolíneas            | Destinos                                  |
| --------------------- | ----------------------------------------- |
| Norwegian Air Shuttle | Oslo-Gardermoen                           |
| Widerøe               | Bodø, Harstad/Narvik, Stokmarknes, Tromsø |

## Estadísticas
Ver fuente y consulta Wikidata.

## Accidentes e incidentes
El 31 de julio de 1988, cuatro personas murieron tras estrellarse una Cessna 172 poco después del despegue. El accidente tuvo lugar a 4,5 km al oeste del aeropuerto, en una colina a 250 m de altitud.